# Schönsteinhöhle
Die Schönsteinhöhle ist eine natürliche Karsthöhle nahe Neudorf, einem Ortsteil von Wiesenttal im oberfränkischen Landkreis Forchheim in Bayern.

## Lage
Die Schönstein- und die Brunnsteinhöhle liegen in der Flur Sommerrangen am Fuße eines Dolomitmassivs am östlichen Hang des Langen Tales.
Die Eingänge beider Höhlen liegen nahe beiander und befinden sich etwa zwei Kilometer nordöstlich von Streitberg.

## Beschreibung
Die Schönsteinhöhle ist eine der bekanntesten Höhlen der Fränkischen Schweiz. Sie ist zusammen mit der Brunnsteinhöhle und dem Schwingbogen der Rest eines ehemaligen Höhlensystems. Die geografische Lage von Schönstein- und Brunnsteinhöhle, nur wenige Meter unter dem Rand der Hochfläche und etwa 150 Meter über dem heutigen Wiesentniveau, belegt, dass es sich um ein sehr altes Höhlensystem handelt.
Durch die Verbindung mit der Brunnsteinhöhle ist die Schönsteinhöhle eine Durchgangshöhle. Der Verbindungsgang wurde jedoch in der Brunnsteinhöhle mit einer Eisenstange verschlossen und kann nicht mehr durchquert werden.
Im Höhlenkataster Fränkische Alb (HFA) ist die Höhle als C 9 registriert.
Die Höhle hat eine Gesamtganglänge von etwa 600 und eine Höhendifferenz von 19 Metern.
Mit ihren drei Schächten und einer kleineren Etage gehört sie zum Typ der kombinierten Spalt-, Schacht-, Etagen- und Tropfsteinhöhlen.
Auffallend für das Höhlensystem ist die zueinander senkrechte Anordnung der Klüfte in die Haupt- bzw. Spaltrichtungen Nordnordwest-Südsüdost beziehungsweise Nordnordost-Südsüdwest. Diese Kluftanordnung kehrt außerhalb der Höhle auch bei der Talbildung der Fränkischen Schweiz wieder. 1904 hat Neischl dieses Kluftsystem als Lithoklasen (griechisch lithos, Gestein, klasis, zerbrechen) dargestellt.
Die Höhle liegt im Dolomitgestein des Malm Beta und ist an den Wänden und Böden zum Teil reich versintert. Über die ehemalige Sinterpracht der Höhle kann in alten Schriften nachgelesen werden. 1904 berichtete der Höhlenforscher Neischl von Sinterperlen, riesigen, teils bereits gebrochenen Stalaktiten und zarten darauf wachsenden Stalagmiten. Aus der Höhle wurde im 20. Jahrhundert viel Sinterschmuck geraubt. So wurden auch Tropfsteine zur Ausschmückung der nahen Binghöhle herausgebrochen.
In den hinteren Teilen sind noch einige Wände und Gänge stark versintert. Im Bereich der Salzburger Schlünde sind Wasserstandsmarken zu sehen.

### Tour durch die Höhle
Am Eingang der Schönsteinhöhle gelangt man über eine Felsstufe in einen hohen und schmalen Spaltengang. Der Eingang ist durch eine Eisentür gesichert, die im Winter verschlossen ist.
In diesem Gang bemerkt man bei hohen oder tiefen Außentemperaturen einen deutlichen Luftzug. Er ist eine Folge der dynamischen Bewetterung und tritt bei Höhlen mit Eingängen in unterschiedlichen Höhenlagen auf. Die nahezu temperaturkonstante Höhlenluft bewegt sich je nach Außentemperatur im Innern der Höhle auf- oder abwärts. Hierbei strömt durch den höher liegenderen Eingang im Winter die wärmere Höhlenluft hinaus und im Sommer die wärmere Außenluft hinein. Am tieferliegenden Eingang ist es umgekehrt.
Nach etwa 20 Metern gelangt man in den Hauptraum, die Große Halle. Dieser ist etwa 25 Meter lang, 18 Meter breit und bis zu 8 Meter hoch.
In der Mitte des Raumes befinden sich die Reste eines alten Holzstegs über einer Bodeneinsenkung. Der „Ölberg“ an der südwestlichen Hallenwand ist eine Anhäufung von stark übersinterten Verbruchblöcken und Fragmenten von Stalagmiten. Am Ende der Großen Halle führt ein etwa sieben Meter tiefer Schacht in den „Martha-Keller“, ein tieferliegendes Höhlenstockwerk mit großen Deckenverbruchblöcken und Dolomitsandboden. Seitlich des Schachtes gelangt man zwischen zwei Tropfsteinsäulen in die „Poldi-Spalte“, eine versinterte Kluft mit Wasserbecken und einer großen Tropfsteinsäule.
Zwischen dem Schacht und dem Ölberg zur Linken führen zwei Spaltengänge, die sich wieder vereinigen, weiter ins Höhleninnere. An der Spaltenkreuzung links gelangt man in die hohe „Neischl-Spalte“. Die Wände sind dort stark versintert. Im Boden öffnen sich zwischen Klemmblöcken Löcher zu einem Abgrund von etwa zwölf Metern Tiefe. Kurz vor dem Ende der Spalte zweigt rechts ein Gang ab. Diese etwa zehn Meter lange Schlufstrecke ist reichlich mit Wasserbecken versehen. Am Ende dieser Strecke kommt man in die „Reger-Spalten“. Der Sinterboden wird nur durch eine Querspalte unterbrochen, die das Gangprofil etwas ausweitet. Hinter einem Schlupfloch wird der Gang wieder etwas höher. Dem Hauptgang folgend, der durch eine Tropfsteinsäule etwas eingeengt wird, gelangt man in die „Knebel-Halle“. Die Wände bestehen dort aus Sinterfahnen und -kaskaden. Anschließend bricht die Bodensinterschicht plötzlich ab. An der Wand zur Linken befindet sich der geköpfte Stumpf eines Stalagmiten, dessen Spitze sich einige Meter tiefer in der Spalte verkeilt hat. Nach der geradeaus weiterführenden Halle gelangt man durch ein Schlupfloch links neben einer Tropfsteinsäule in einen kleinen Raum, dessen Boden nach einigen Metern in den ersten der „Salzburger Schlünde“ abfällt. Man kann diesen Schacht dicht entlang der rechten Wand überklettern. Von der kleinen Plattform unterhalb dieser Stelle öffnet sich ein Schlupfloch in die „Fritz-Spalten“, die reich mit Sintervorhängen geschmückt sind und in einem Rundbogen zum zweiten der Salzburger Schlünde hinabführen.

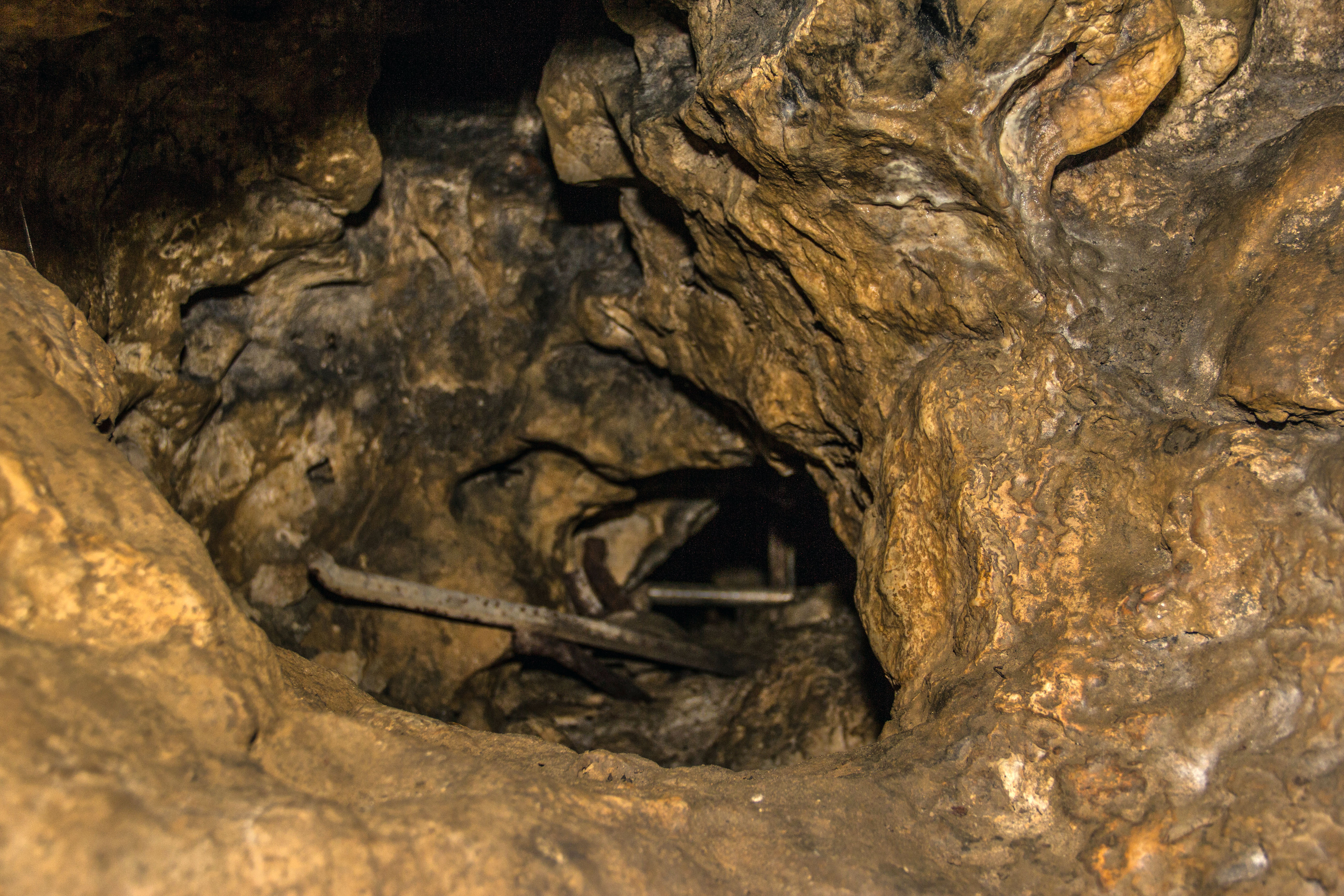
Versperrter Durchschlupf

Im Raum mit der Tropfsteinsäule führt links die „Wasser-Spalte“ wieder zurück in die Knebel-Halle. Am Ende der Wasserspalte links gelangt man durch einen Gang in das Gebiet der „Kreuz-Spalten“.
Es handelt sich um ein Netz von schmalen und spitz zulaufenden schmucklosen Gängen. In einer hallenartigen Erweiterung ohne Sinter kann man zurück über eine Schlufstrecke entweder zur Großen Halle oder weiter zum verschlossenen Übergang der Brunnsteinhöhle gelangen. Für Letztere schluft man durch drei flache, rundliche Räume, die „Lehmkammern“, an die sich die „Paradies-Halle“ anschließt.
Die Halle geht in einen Spaltengang, den „Christlgang“ über, der mit einer Steilstufe und zwei aufeinanderfolgenden Engstellen Klettertechnik erfordert. Der fußballgroße Durchschlupf unten in der Wand ist der Übergang zur Brunnsteinhöhle. Hier klettert man den Kamin der „Abgrund-Spalte“ hinauf, wo eine versperrte Engstelle in die Halle der Brunnsteinhöhle führt.

## Geschichte
Das Gebiet um die Höhlen war bereits zur Latènezeit besiedelt. Funde aus vorgeschichtlicher und der mittelalterlichen Zeit belegen eine frühe Nutzung beider Höhlen.
Die Höhle wurde 1774 von den Höhlenforschern Johann Christian Rosenmüller, Johann Friedrich Esper und August Goldfuß erforscht. Ende des 19. Jahrhunderts galt sie als erforscht, bis Adalbert Neischl, Josef Reger, Friedrich Schöndorf und Walther von Knebel im frühen 20. Jahrhundert weitere Teile entdeckten. In den 1920ern setzten Salzburger Forscher die Erkundungen fort. 1952 fanden Herbert W. Franke und Willi Zaunik die Verbindung zur Brunnsteinhöhle.
1991 wurden die Höhlen als Naturdenkmal unter Schutz gestellt.
Heute wird die Höhle touristisch stark genutzt. Zahlreiche Abenteurer, Jugendgruppen, Touristen und auch professionell geführte Gruppen besuchen das verzweigte Höhlensystem. Durch diesen Massenansturm hat die Höhle stark gelitten. Vom Landratsamt Forchheim mussten daher 2013 Maßnahmen zum Schutz der Höhle eingeleitet werden.

## Brunnsteinhöhle
Etwa 30 Meter südwestlich der Schönsteinhöhle befindet sich der Eingang der Brunnsteinhöhle. Im Höhlenkataster Fränkische Alb (HFA) ist die Höhle als C 10 registriert.
Durch den nach Norden gerichteten niedrigen Eingang gelangt man über eine Vorgrotte in die etwa 13 Meter breite und 17 Meter lange Haupthöhle.
Am Ende der Halle befindet sich eine Öffnung in der Höhlendecke. Ein Spalt an der linken Wand ist versperrt und fällt zwölf Meter in die Tiefe zur Schönsteinhöhle ab.
Zwei weitere enge Öffnungen an der Südwestwand führen zu einem langgestreckten, etwa 20 Meter langen, 4 Meter breiten und 3 Meter hohen, periodisch überfluteten Gang. Dieser Teil der Höhle mit einem kleinen See (Sinterbecken) gab der Höhle ihren Namen. Er wurde früher von der Bevölkerung als Brunnen genutzt.

## Schwingbogen
Etwa 100 Meter nordöstlich der Schönsteinhöhle befindet sich die zum ehemaligen Höhlensystem gehörende Naturbrücke Schwingbogen. Im Höhlenkataster Fränkische Alb (HFA) ist die Brücke als C 52 registriert. Etwas unterhalb des Schwingbogens befindet sich eine weitere Kleinhöhle, die Höhle unter dem Schwingbogen (C 53).

## Zugang
Die Schönsteinhöhle ist von Mai bis Ende September frei zugänglich. In den Wintermonaten ist sie zum Schutz von Fledermäusen mit einer Eisentüre versperrt. Durch das verzweigte System verirren sich Unkundige leicht. So machte die Höhle in den 1950er Jahren Schlagzeilen, als Touristen mehrere Tage im Inneren ausharren mussten. In der Höhle befinden sich auch einige tiefe Schächte, deshalb kommt es immer wieder zu Unfällen. Die Höhle sollte daher nur mit erfahrenen Begleitern und entsprechender Ausrüstung befahren werden.
Die Brunnsteinhöhle ist ganzjährig frei zugänglich.